# 沃圣母村
沃圣母村（法語：Notre-Dame-de-Vaulx，法語發音：[nɔtʁ dam də vo]）是法国伊泽尔省的一个市镇，位于该省东南部，属于格勒诺布尔区。该市镇总面积7.88平方公里，2009年时的人口为552人。

## 人口
沃圣母村人口变化图示